# Parachiloglanis
Parachiloglanis is een monotypisch geslacht van straalvinnige vissen uit de familie van de zuigmeervallen (Sisoridae).

## Soort
- Parachiloglanis hodgarti (Hora, 1923)